# Radio-ontvanger

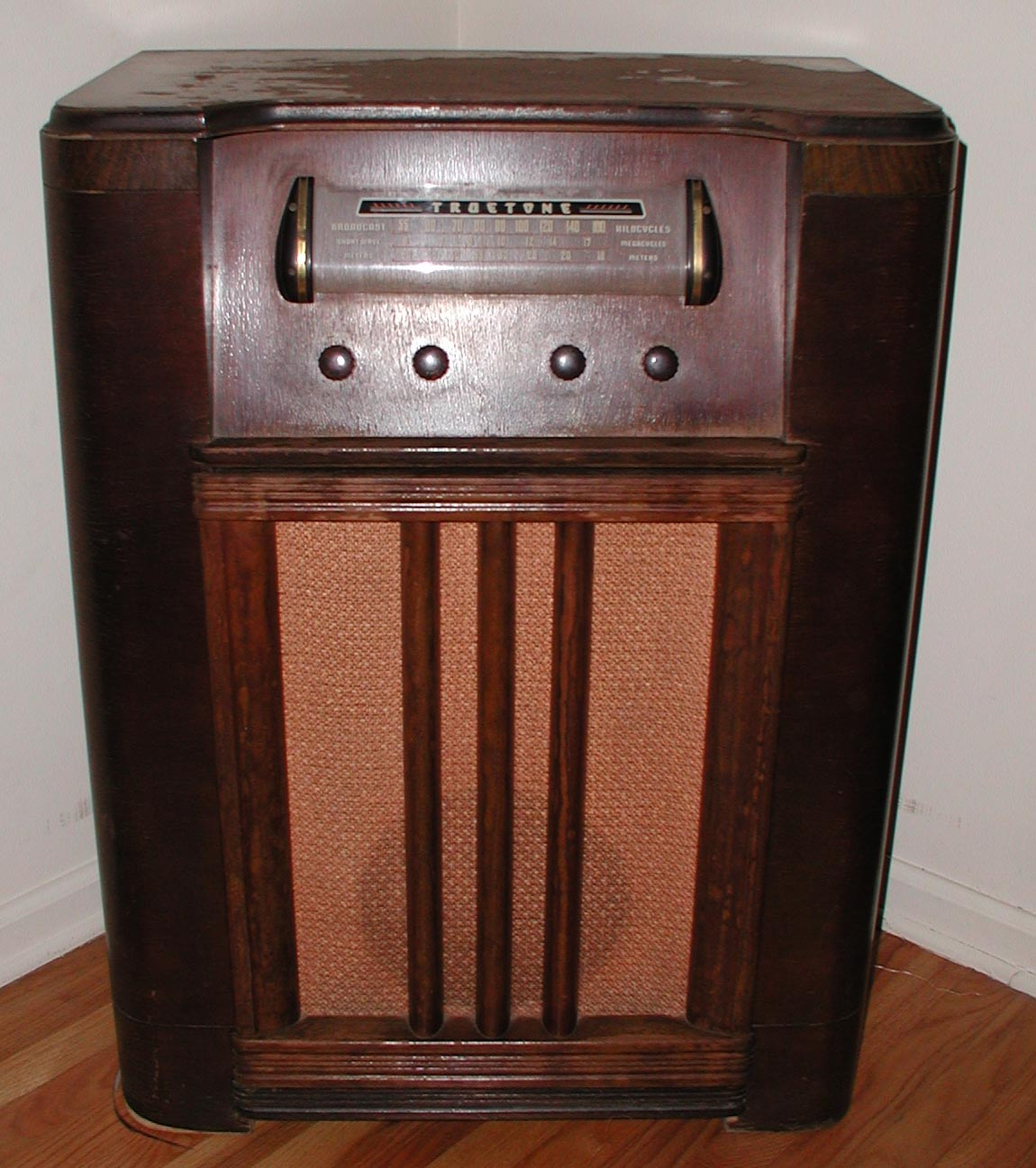
Ouderwetse radio (Truetone model)

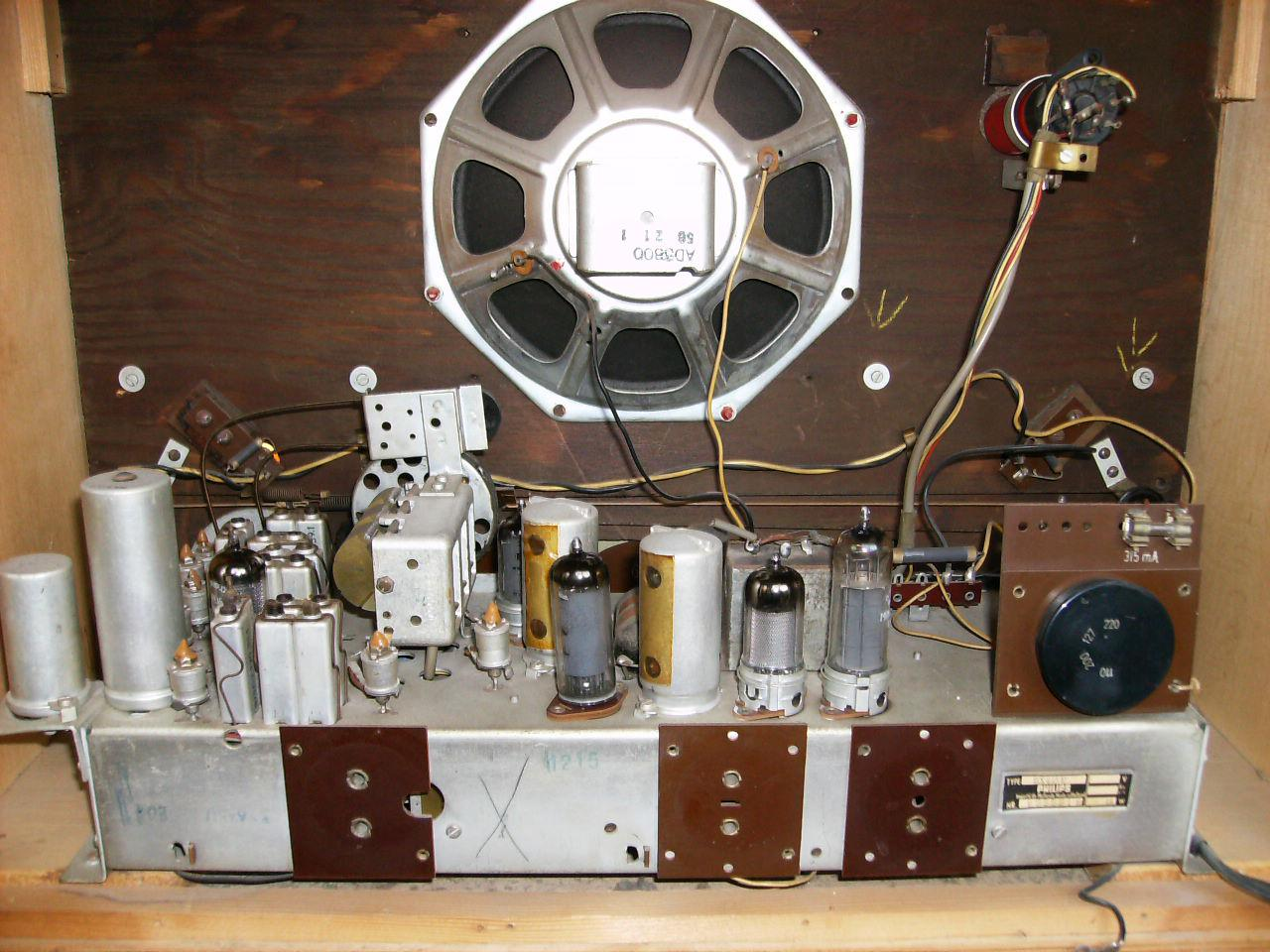
Binnenwerk van eenvoudige wereldontvanger 1956

Een radio-ontvanger, ook radiotoestel of kortweg radio genoemd, is een toestel dat via een externe of ingebouwde antenne radiogolven opvangt en de daarin aanwezige geluidsinformatie omzet in geluid. Het antennesignaal, dat door de zender gemoduleerd is met het geluidssignaal, wordt door de radio-ontvanger gedemoduleerd, waarbij het originele geluidssignaal gereconstrueerd wordt.

## Onderscheid naar toepassing
- Tafelmodel
- Portable
- Keukenradio
- Autoradio
- Bouwradio - zie verderop

### Afstemming
Om een zender te kiezen wordt meestal een variabele condensator gebruikt. Bij een klassiek radiotoestel verschuift daarbij een wijzer over de afstemschaal waarop de namen van veel stations zijn vermeld. Om nauwkeurig afstemmen mogelijk te maken, is er een afstemoog - in feite een klein beeldbuisje.
Bij moderne toestellen geschiedt de afstemming digitaal, de frequentie wordt op een schermpje getoond en kan soms op een numeriek toetsenbord worden ingevoerd.

### Modulatie
Vanouds waren radio-uitzendingen amplitudegemoduleerd (AM) en dus waren ontvangers voor consumenten daarvoor geschikt. Soms, vooral op de korte golf, wordt enkelzijband gebruikt. Voor enkelzijband was een speciale ontvanger nodig. In de jaren 50 kwam frequentiemodulatie (FM) op de ultrakorte golf in opkomst, met een betere ontvangstkwaliteit. Een ouder toestel is niet geschikt voor FM. In het begin van de 21e eeuw kwamen er digitale uitzendingen, waarvoor een speciaal toestel nodig is. Amplitudemodulatie wordt voor de gewone uitzendingen niet veel meer gebruikt en het ligt in de verwachting dat frequentiemodulatie ook uitgefaseerd zal worden.

### Wereldontvanger

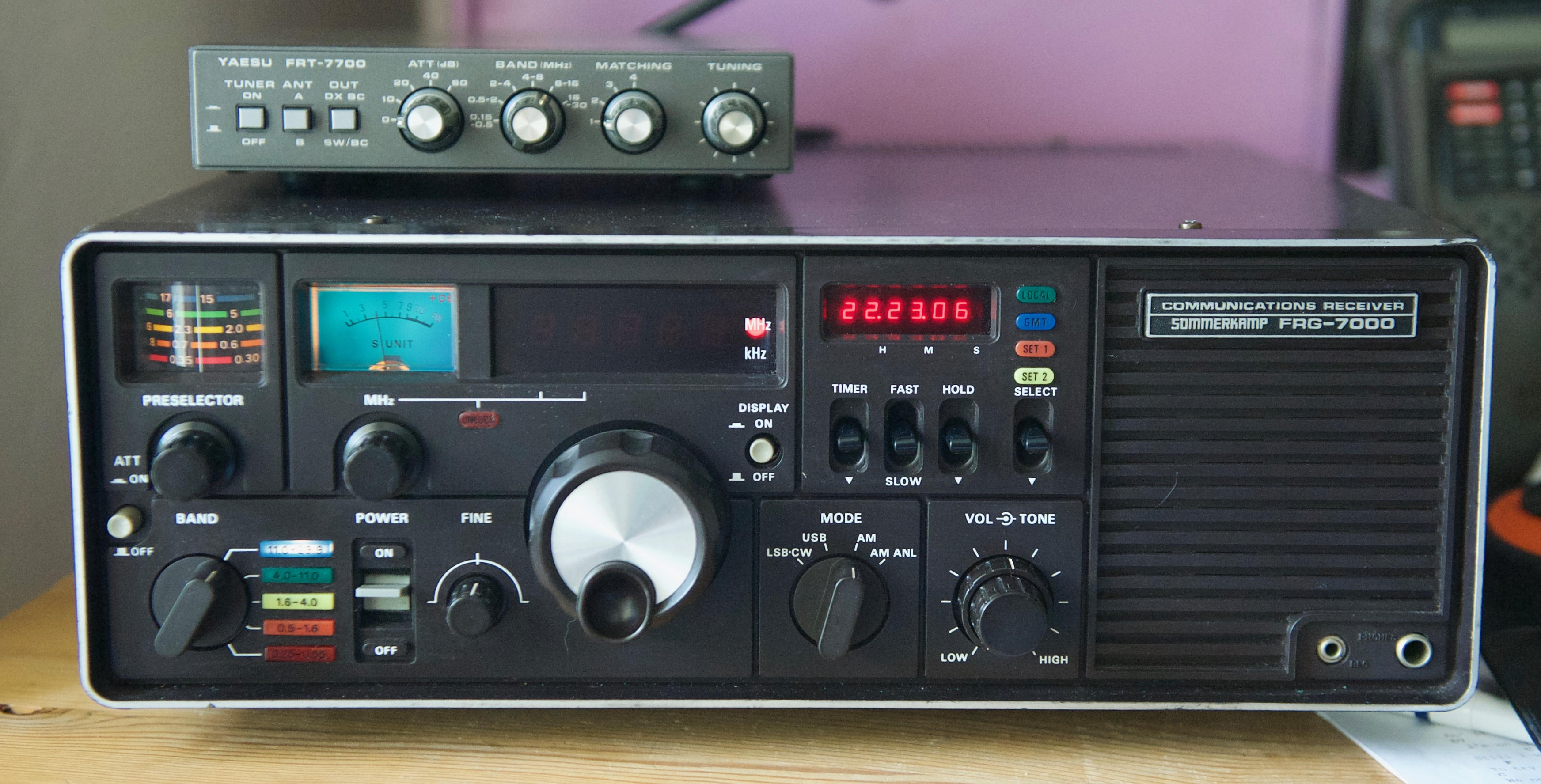
kortegolfontvanger Yaesu FRG-7000 met antennetuner FRT-7700

Een wereldontvanger is speciaal geschikt voor ontvangst van de korte golf en kan daardoor zenders van de hele wereld ontvangen.
Een klassieke huiskamerontvanger kan meestal ook korte golf ontvangen, maar dat geschiedt enkel door een andere spoel in de afstemkring te schakelen.
Het gevolg is dat dezelfde afstemschaal, die bij de middengolf de frequenties van 531 tot 1602 kHz omvat, ruim 100 zenders, na overschakeling op korte golf bijvoorbeeld frequenties van 4000 tot 12 000 kHz omvat, met ruimte voor 1600 zenders, die daardoor veel te dicht bij elkaar zitten en moeilijk te vinden zijn.
Een echte wereldontvanger heeft meerdere golfgebieden voor de korte golf, waardoor het afstemmen gemakkelijker verloopt.
Voor de hogere frequenties wordt vaak een dubbelsuper gebruikt om nauwkeuriger te kunnen afstemmen.
Veel wereldontvangers zijn geschikt voor ontvangst van enkelzijbanduitzendingen.

### Bouwradio

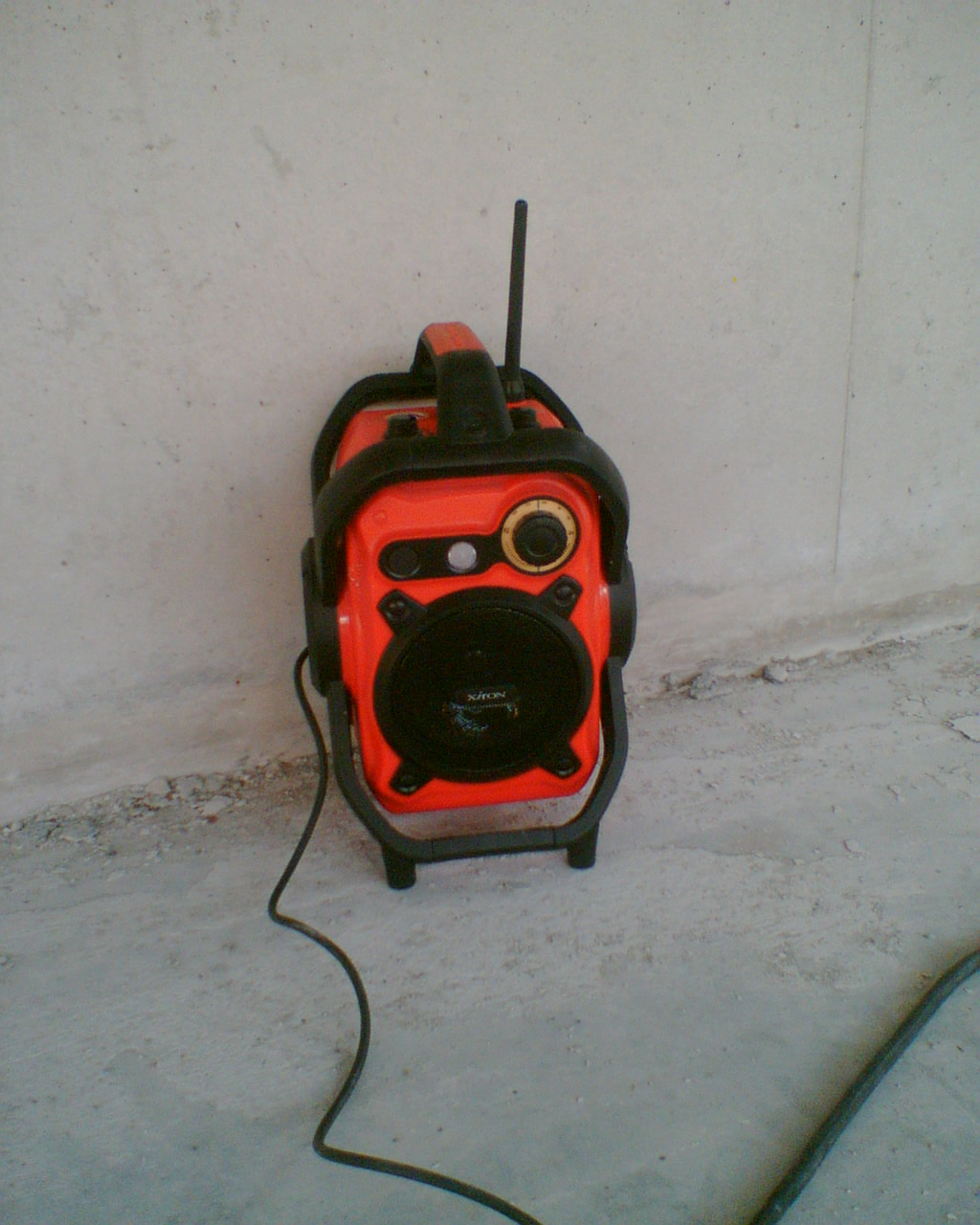
Een bouwradio op de bouwplaats

Een bouwradio is een robuust uitgevoerde draagbare radio, die speciaal is ontwikkeld voor het gebruik op de werkvloer.
Meestal zijn de volgende kenmerken van toepassing op bouwradio's:
- (spat)waterdicht
- stofdicht
- schokbestendig

De radio heeft een ingebouwde versterker en luidspreker.

## Onderscheid naar toegepaste techniek

### Kristalontvanger
Een kristalontvanger werkt zonder actieve componenten; er wordt gebruikgemaakt van een kristaldetector om de omhullende van het amplitudegemoduleerde signaal te detecteren. Met behulp van een koptelefoon kan het zo verkregen signaal beluisterd worden.

### Buizenradio
Een buizenradio werkt met radiobuizen als actieve (versterkende) componenten.
De eerste ontvangers volstonden met een of twee buizen; dit waren rechtuit- of superregeneratieve ontvangers. Rond 1940 was de superheterodyne met een gangbaar aantal van vier buizen, met de komst van FM-radio werden dat er vijf. Met de komst van de stereo-ontvangers werd het aantal benodigde buizen nog hoger door de vereiste decoder en de dubbele eindtrap, maar door de gelijktijdige opkomst van de transistor zijn er niet veel van zulke radio's voor de consumentenmarkt gebouwd.
Professionele ontvangers, bedoeld voor veel banden en met een hoge gevoeligheid, konden wel 20 buizen hebben. De voornaamste Nederlandse producenten van buizenradio's waren Philips, Erres, Fridor-Waldorp en NSF.
In de jaren 70 van de twintigste eeuw ging de buizenradio op zijn retour.

### Transistorradio
Met de komst van de eerste transistor kwamen er al gauw transistorradio's. Voor een draagbaar toestel had de transistor enkele voordelen: 
- transistors hebben geen gloeidraad, met het daaraan gekoppelde hoge energieverbruik,
- doordat geen hoge anodespanning (45 - 90 V bij buizenportable toepassingen) nodig was verviel de noodzaak van een kostbare grote batterij voor de anodespanning.

Nadeel van de eerste transistors was de kwaliteit en daarom was een huiskamertoestel in die tijd steeds met buizen uitgerust. Het woord transistorradio was voor veel mensen synoniem aan een draagbaar toestel op batterijen.
Naarmate de transistors beter werden, werden ze ook in vaste toestellen toegepast.
Een bijkomend voordeel van de transistor is dat hij direct bij het inschakelen werkt, terwijl een buis ongeveer 15 seconden nodig heeft om op te warmen. 
Dit was een voordeel dat bij de consument direct opviel.
De eerste transistorradio's hadden 2 of 3 transistors. Later ontstonden er al snel radio's met 6 of zelfs 12 transistors. Dit waren eenvoudige AM-ontvangers. Van de transistors waren er soms veel als dummy (diodeovergang) in de schakeling gesoldeerd om als verkoopargument te dienen. Het aantal transistors werd vaak geadverteerd en de onwetende consument meende: hoe meer transistors, hoe beter. Transistors waren echter in de begintijd duur. Een kostbare complexe ontvanger was voorzien van enige tientallen transistors.

### Radio metgeïntegreerde schakeling
In een later stadium werden de transistors geïntegreerd in een of meer schakelingen. Het aantal actieve componenten werd hierdoor snel vele malen hoger en de omvang steeds kleiner.

## Onderscheid naar volledigheid

### Radio
Sommigen spreken pas van een radio als het gaat om een volledig toestel in één behuizing. Alleen de antenne kan apart worden opgesteld.
Een onvolledig toestel wordt receiver of tuner genoemd.

### Receiver
Een receiver is een radio-ontvanger met ingebouwde versterker, maar zonder luidsprekers. De luidsprekers moeten dus apart worden aangesloten.

### Tuner
Een tuner is een radio-ontvanger zonder versterker die als uitgang een lijnniveau heeft, die op een versterker moet worden aangesloten om de verschillende zenders te kunnen horen.